# Кохаузинг

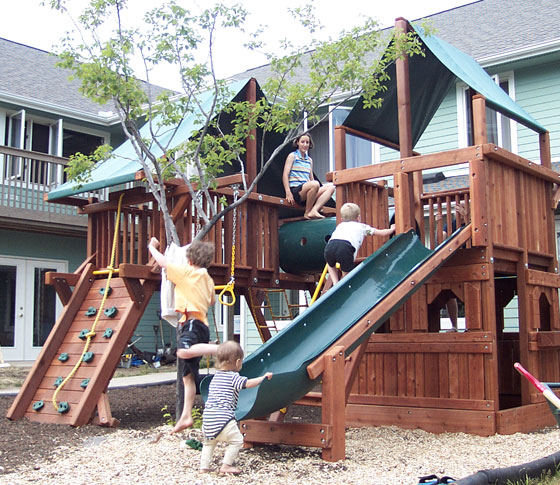
Общая детская площадка

Коха́узинг (англ. Cohousing) — вид жилищного сообщества, подразумевающий значительную долю бытовой взаимовключённости членов сообщества; совместного присмотра за детьми, проведение совместных праздников, совместного использования части имущества и т. п. Разновидность идейной общины.

## Концепция
Основная декларируемая цель кохаузингов — создание добрососедских отношений, создание «деревни», где все соседи знали бы друг друга и где сформировалась бы взаимопомощь. Среди основных первоначальных подцелей — создание наилучшей среды для детей. Обычно такие сообщества имеют общий дом и территорию, но это не коммуны, поскольку члены сообщества живут в отдельных домах, которые закреплены за ними на правах частной собственности, и имеют изолированные собственные финансы. Также: концепция проектирования и построения жилья для таких сообществ, таким образом, что несколько домов или квартир имеют общие пространство для совместных действий: кухня, библиотека, сауна, детская игровая площадка и комната. Для кохаузинг-сообществ характерна экологичность, удаление мест парковки автомобилей за территорию.
В кохаузингах создание деятельного сообщества имеет большое значение. Члены кохаузинг-сообществ часто готовят и принимают пищу в общем доме (общей кухне). Совместно выполняют присмотр за детьми, уход за садом (прилегающей территории) и другие виды деятельности, осуществляют совместное управление деятельностью сообщества. Малое количество членов позволяет принимать все важные решения только по взаимному согласию всех членов.

## История возникновения
Современная теория кохаузингов возникла в 60-х годах XX века в Дании, среди нескольких групп семей, недовольных своими жилищными условиями, которые не удовлетворяли их потребности.
В апреле 1967 года Бодил Грэй (Bodil Graae) опубликовала статью «У детей могло бы быть сто родителей» («Børn skal have Hundrede Foraeldre»), в копенгагенской газете «Politiken», побудившую группу из 50 семей к организации подобного проекта в 1967 году. Эта группа разработала кохаузинг-проект Sættedammen, старейший в мире известный проект подобного типа.
Другой ключевой фигурой в теории когаузингов был Ян Гудманд Хёйер (Jan Gudmand Høyer), который в Гарварде разработал архитектурное учение, на основе экспериментальных коммун США. Он опубликовал труд «The Missing Link between Utopia and the Dated One-Family House» в 1968, где описал вторую подобную группу семей.
Впоследствии идея получила распространение в Нидерландах, Великобритании, США, Канаде, Австралии и Японии, а в последнее время — Италии.

## Развитие и текущее состояние

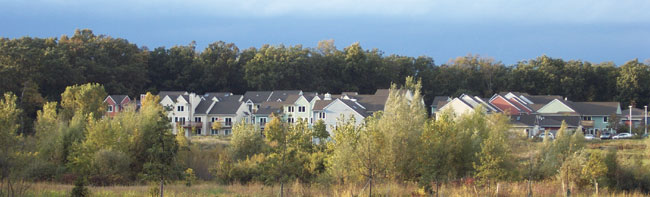
Коммуна «The Sunward Cohousing», Ann Arbor, Michigan, 2003

- В настоящее время существуют сотни кохаузинг-коммун в Дании и других странах северной Европы.
- В США существуют более 113 действующих общин основанных по принципу кохаузинга, и ещё более сотни планируется создать в ближайшее время.
- В Канаде завершено создание 7 коммун, и близко к завершению ещё 15.
- Так же кохаузинг-коммуны имеются в Австралии, Великобритании и других частях мира.

## Экономическое обоснование
Предполагается, что живые жилищные сообщества будут экономнее и рациональнее использовать природные ресурсы. Логика обоснования подобна обоснованию [концепции комплексного освоения земель] — что «оптом» планирование и застройка будет дешевле.
Кроме того, значительная выгода достигается за счёт совместного использования разделяемых ресурсов (например, инструментов, детских игрушек, спортивного инвентаря, газонокосилок и т. п.) членами сообщества.